# Freddy Blak
Freddy Blak (Odense, 8 marzo 1945) è un politico danese, esponente dei Socialdemocratici ed europarlamentare dal 1989 al 2004.

## Biografia
Dopo aver lasciato la scuola a quattordici anni in seguito ad un litigio con un insegnante, Freddy Blak trovò lavoro come fabbro presso il cantiere navale Nakskov ed operò come consulente per l'uguaglianza di genere nel sindacato HK Denmark.
Entrato in politica con i Socialdemocratici, si candidò alle europee del 1989 e riuscì ad essere eletto al Parlamento europeo. Venne riconfermato per altri due mandati nelle tornate del 1994 e del 1999. Fin dalla sua elezione fu vicepresidente della commissione per il controllo dei bilanci e fu inoltre membro della commissione per gli affari sociali e l'occupazione e della commissione per le petizioni. Durante la sua permanenza al Parlamento europeo, si fece notare per le battaglie a favore della tutela dei bambini negli orfanotrofi e dei malati mentali ricoverati in struttura, nonché per la sua feroce lotta contro i magnati della finanza.

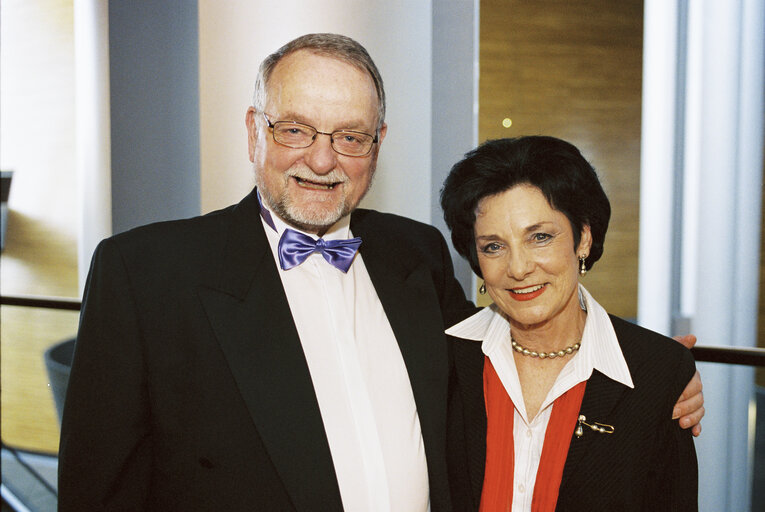
Freddy Blak con Diemut Theato al loro evento di commiato dal Parlamento europeo nel 2004

Mentre si trovava negli Stati Uniti per aiutare una connazionale detenuta ad uscire dal carcere, gli venne offerto di assistere all'esecuzione capitale di Karla Faye Tucker; Blak affermò di essersene pentito e ricordò l'episodio come "una brutta esperienza".
Nel 2002 fu eletto all'interno del consiglio comunale di Næstved e, poiché le regole del partito vietavano di detenere contemporaneamente due cariche pubbliche, Freddy Blak si dimise dai socialdemocratici per evitare l'espulsione, continuando la sua attività da europarlamentare tra i non iscritti.
Spesso etichettato come populista, Freddy Blak si fece conoscere anche per il suo carattere focoso e per i suoi modi schietti. Se si trovava in disaccordo con loro, non risparmiava critiche ai colleghi di partito, tra cui Torben Lund, Ritt Bjerregaard ed Helle Thorning-Schmidt, per la quale coniò il soprannome "Gucci-Helle". Non passarono inosservate nemmeno le sue trovate fuori dagli schemi: poco prima di terminare il suo ultimo mandato da eurodeputato, assunse come stagista non pagato per una settimana il capo di un'associazione di categoria di camionisti di Copenhagen.
Lasciato il seggio da europarlamentare dopo quindici anni di servizio, nel 2005 fu eletto consigliere regionale della Zelanda, dove restò fino al 2009, quando non ottenne la rielezione.
Sposato con Annalise dal 1970, ebbe con lei tre figli.